# Marie Clotilde Bonaparte

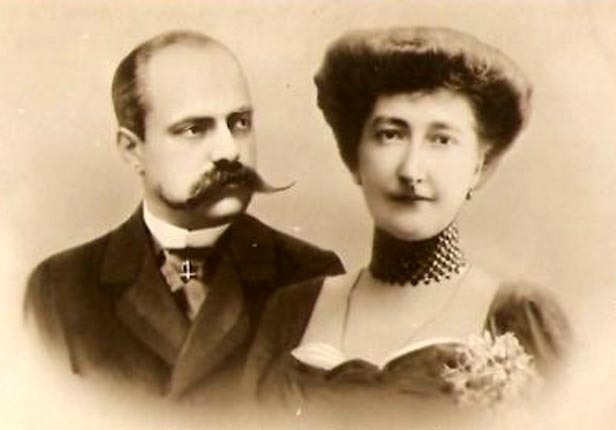
Haar ouders de prinsen Napoleon Victor Bonaparte en Clementine van België

Marie Clotilde Eugénie Alberte Laetitia Généviève Bonaparte (Brussel, 20 maart 1912 — Cendrieux, 14 april 1996) was een prinses van het Frans keizerlijk huis Bonaparte. Zij was gravin via haar huwelijk met graaf Serge de Witt (1891-1990).
Haar vader was prins Napoleon Victor Bonaparte en haar moeder prinses Clementine van België. Zo had Marie Clotilde familierelaties met talrijke vorstenhuizen in Europa: Saksen-Coburg (via haar moeders kant), keizer Napoleon III en keizerin Eugénie van Frankrijk (via haar vaders kant), de Windsors (via vaders en moeders kant), de Hohenzollern (via moeders kant), het Italiaans vorstenhuis en de Habsburgers in Wenen (via moeders kant). Voor haar doop in Brussel waren er 13 peters en 13 meters aanwezig. Haar 13e peter was Henri Nouvion, bankier en vriend van prins Napoleon Victor Bonaparte; deze peter schonk haar de eerste aandelen van zijn nieuw opgerichte koloniale bank. Haar jeugd bracht ze in Brussel door.
Ze huwde op 17 oktober 1938 in Londen met de Russische officier en herenboer Serge de Witt, die een jaar later Italiaans graaf werd. Het grafelijk koppel kreeg tien kinderen van wie er twee op kinderleeftijd stierven.

## Kinderen
- Marie Eugénie de Witt (1939), gehuwd met graaf Peter Cheremetieff in 1961, vervolgens met Hélie de Pourtalès in 1975
- Hélène de Witt (1941), gehuwd met graaf Henri du Lau van Allemans in 1959
- Napoleon Serge de Witt (1942-1942)
- Yolande de Witt (1943-1945)
- Vera de Witt (1945), gehuwd met markies Godefroy de Commarque (1938) in 1966
- Baudoin de Witt (1947), gehuwd met Isabelle de Rocca-Serra
- Isabelle de Witt (1949), gehuwd met Remmest Laan in 1970
- Jean Jérôme de Witt (1950), gehuwd met Véronique de Dryver in 1970, vervolgens met Viviane Jutheau in 1992
- Vladimir de Witt (1952), gehuwd met Margareta Mautner von Markhof in 1976, vervolgens met Françoise Martin-Flory in 1993
- Anne de Witt, gehuwd met Henry Robert de Rancher in 1975.

In 1996 stierf ze, als 84-jarige weduwe, op het kasteel van La Pommerie in Cendrieux, op hetzelfde kasteel waar eerder haar 99-jarige man gestorven was (1990). 
De National Portrait Gallery in Londen heeft foto's van haar bewaard. In de Brusselse gemeente Watermaal-Bosvoorde is de Marie-Clotildelaan naar haar genoemd.

## Voorouders
| Voorouders van Marie Clotilde Bonaparte | Voorouders van Marie Clotilde Bonaparte                                                       | Voorouders van Marie Clotilde Bonaparte                                                       | Voorouders van Marie Clotilde Bonaparte                                                       | Voorouders van Marie Clotilde Bonaparte                                                       | Voorouders van Marie Clotilde Bonaparte                                        | Voorouders van Marie Clotilde Bonaparte                                        | Voorouders van Marie Clotilde Bonaparte                                                   | Voorouders van Marie Clotilde Bonaparte                                                   |
| --------------------------------------- | --------------------------------------------------------------------------------------------- | --------------------------------------------------------------------------------------------- | --------------------------------------------------------------------------------------------- | --------------------------------------------------------------------------------------------- | ------------------------------------------------------------------------------ | ------------------------------------------------------------------------------ | ----------------------------------------------------------------------------------------- | ----------------------------------------------------------------------------------------- |
| Overgrootouders                         | Jérôme Bonaparte (1784-1860) ∞ Catharina van Württemberg (1783-1835)                          | Jérôme Bonaparte (1784-1860) ∞ Catharina van Württemberg (1783-1835)                          | Victor Emanuel II van Italië (1773-1850) ∞ Adelheid van Oostenrijk (1822–1855)                | Victor Emanuel II van Italië (1773-1850) ∞ Adelheid van Oostenrijk (1822–1855)                | Leopold I van België (1790-1865) ∞ 1832 Louise Marie van Orléans (1818-1850)   | Leopold I van België (1790-1865) ∞ 1832 Louise Marie van Orléans (1818-1850)   | Jozef Anton Johan van Oostenrijk (1776-1847) ∞ Maria Dorothea van Württemberg (1757-1831) | Jozef Anton Johan van Oostenrijk (1776-1847) ∞ Maria Dorothea van Württemberg (1757-1831) |
| Grootouders                             | Napoleon Jozef Karel Paul Bonaparte (1822-1891) ∞ 1859 Maria Clothilde van Savoye (1843-1911) | Napoleon Jozef Karel Paul Bonaparte (1822-1891) ∞ 1859 Maria Clothilde van Savoye (1843-1911) | Napoleon Jozef Karel Paul Bonaparte (1822-1891) ∞ 1859 Maria Clothilde van Savoye (1843-1911) | Napoleon Jozef Karel Paul Bonaparte (1822-1891) ∞ 1859 Maria Clothilde van Savoye (1843-1911) | Leopold II van België (1835-1909) ∞ Marie Henriëtte van Oostenrijk (1836-1902) | Leopold II van België (1835-1909) ∞ Marie Henriëtte van Oostenrijk (1836-1902) | Leopold II van België (1835-1909) ∞ Marie Henriëtte van Oostenrijk (1836-1902)            | Leopold II van België (1835-1909) ∞ Marie Henriëtte van Oostenrijk (1836-1902)            |
| Ouders                                  | Napoleon Victor Bonaparte (1862-1926) ∞ 1859 Clementine van België (1872-1955)                | Napoleon Victor Bonaparte (1862-1926) ∞ 1859 Clementine van België (1872-1955)                | Napoleon Victor Bonaparte (1862-1926) ∞ 1859 Clementine van België (1872-1955)                | Napoleon Victor Bonaparte (1862-1926) ∞ 1859 Clementine van België (1872-1955)                | Napoleon Victor Bonaparte (1862-1926) ∞ 1859 Clementine van België (1872-1955) | Napoleon Victor Bonaparte (1862-1926) ∞ 1859 Clementine van België (1872-1955) | Napoleon Victor Bonaparte (1862-1926) ∞ 1859 Clementine van België (1872-1955)            | Napoleon Victor Bonaparte (1862-1926) ∞ 1859 Clementine van België (1872-1955)            |
| Marie Clotilde Bonaparte (1912-1996)    |                                                                                               |                                                                                               |                                                                                               |                                                                                               |                                                                                |                                                                                |                                                                                           |                                                                                           |